# 一色時家
一色 時家（いっしき ときいえ）は、室町時代の武将。鎌倉公方足利持氏の家臣。
喜連川判鑑に、「一色刑部小輔 大草子ニ時家」と記載されているが、鎌倉大草紙には、「一色刑部大輔持家」と記載されている。前者の｢一色刑部小輔｣の名は、牛窪記・三河国二葉松にも記載がみられ、時家と同一人物とされる。一方、後者の持家は、時家が足利持氏に仕えてその偏諱を賜って名乗ったもので同一人物とみられる。さらに一色持家が持氏によって相模国の守護に任じられていたことも判明している。

## 概要
鎌倉公方・足利持氏に仕える（持氏の母は一色氏とする説があり、事実ならば外戚にあたる）。応永33年（1426年）、甲斐国の国人・武田信長征討に派遣され、郡内の猿橋（山梨県大月市猿橋）において交戦する。また、応永33年頃より永享の乱による持氏の滅亡まで、一色持家が相模国の守護に在職していたことが判明している。ただし、これは足利持氏が同国を事実上の御料国にするために独断で任命したもので、最終的な補任権を持つ室町幕府は持家を守護として承認したとする史料は発見されておらず、持家の就任を認めなかった室町幕府と鎌倉公方の対立を深刻化させる一要因になったとみられる。
永享10年（1438年）の永享の乱では、伯父の一色直兼と共に持氏方の大将として戦うが敗北、同族の一色氏を頼り三河国に落ち延びた。
翌11年（1439年）、三河宝飯郡宮島郷（愛知県豊川市牛久保町付近）に一色城を築城し、ここを根拠地として勢力の拡大を図る。翌12年（1440年）5月の征夷大将軍足利義教による一色義貫誅殺は、三河守護でありながら、持氏方残党の時家を匿ったため起こったといえる。
応仁元年（1467年）、応仁の乱が勃発すると、同族の一色氏と行動を共にし西軍に属する。文明8年（1476年）9月、東軍細川成之の三河守護代東条国氏が三河で切腹する事案が発生するが、時家ら三河の一色勢との戦闘に敗北したためと思われる。
翌文明9年（1477年）、被官である三河国人波多野全慶に殺害された。牛頭山大聖寺（同県同市牛久保町岸組、戦国大名今川義元の胴塚の前）にある墓が時家のものとされる。

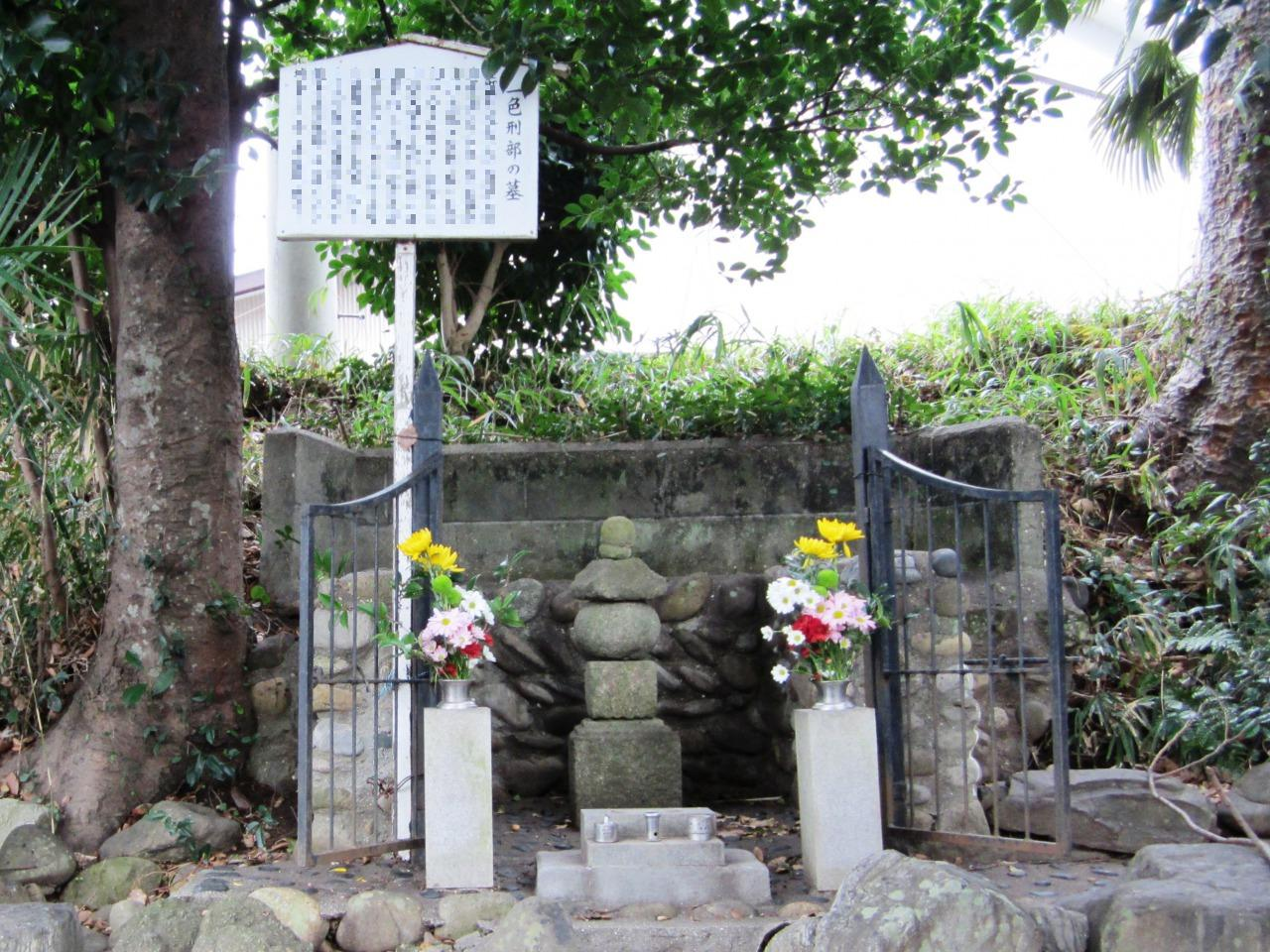
一色刑部の墓（愛知県豊川市牛久保町大聖寺内）

波多野全慶は、後に同じく時家の被官であった牧野成時によって討たれている。